# پلیموت (غرب ویرجینیا)
پلیموت (به انگلیسی: Plymouth) یک منطقهٔ مسکونی در ایالات متحده آمریکا است که در شهرستان پاتنم، ویرجینیای غربی واقع شده‌است.